# Walter Kohut
Walter Kohut (20 de noviembre de 1927 - 18 de mayo de 1980) fue un actor teatral, cinematográfico y televisivo austriaco.

## Biografía
Nacido en Viena, Austria, su nombre también era escrito como Walter Kohout. 

### Teatro
Junto a Helmut Qualtinger, a quien había conocido luchando durante la Segunda Guerra Mundial, fundó en 1944 en Viena el „Mozart-Bühne“. Su primer estreno fue Nur keck, una obra de Johann Nestroy.
Después de la guerra, Kohut trabajó en el Volkstheater de Viena, actuando allí con 20 años de edad junto a Oskar Werner en Verwirrung der Jugend (de Eugene O’Neill, con dirección de Günther Haenel). Otras obras en las cuales participó fueron Zu ebener Erde und erster Stock (1948, de Johann Nestroy, con dirección de Gustav Manker), El proceso (1952, de Franz Kafka, dirigida por Leon Epp), Das Haus der Temperamente (1953, de Nestroy, dirigida por Gustav Manker), Mein Freund (1955, de Johann Nestroy), Der Eismann kommt (1955, de Eugene O’Neill), Die Chinesische Mauer (1956, de Max Frisch), Der böse Geist Lumpazivagabundus (1957, de Johann Nestroy, con Fritz Muliar y Harry Fuss), Look Back in Anger (1958, de John Osborne), y Josephine (1959, de Hermann Bahr, con Blanche Aubry). 
En 1959 Walter Kohut obtuvo su mayor éxito con su papel de Franz Moor en el drama de Friedrich Schiller Los bandidos, dirigido por Gustav Manker. A causa de las diferencias surgidas por el rechazo de un papel, Kohut pasó en 1960 al Theater in der Josefstadt, de donde fue miembro hasta el año 1963. En ese teatro actuó en Junger Mann macht Karriere (1961, de Aleksandr Ostrovski), Alle meine Söhne (1961, de Arthur Miller), Die schmutzigen Hände (1961, de Jean-Paul Sartre), y So ist es - ist es so? (1962, de Luigi Pirandello). En 1962 actuó en el Raimundtheater en Der Verschwender (de Ferdinand Raimund, con Hilde Sochor), y en el Theater an der Wien en Der böse Geist Lumpazivagabundus (de Johann Nestroy, con Fritz Holzer, Georg Trenkwitz y Peter Gruber), retirándose después del teatro.

### Cine y televisión
Kohut debutó en la pantalla en el año 1949, y desde 1961 hasta su muerte participó en numerosas producciones cinematográficas y televisivas.
Fue particularmente conocido por su papel en la película Supermarkt (1973), por la cual recibió en 1974 el Deutscher Filmpreis.
En la épica película de reparto internacional A Bridge Too Far, dirigida por Richard Attenborough, actuó junto a Maximilian Schell y Dirk Bogarde encarnando al Mariscal de Campo Walter Model.
En 1978, bajo la dirección de Peter Patzak interpretó al vienés Karl Kassbach en Kassbach - Ein Portrait (con guion de Helmut Zenker, adaptación de la novela Kassbach oder Das allgemeine Interesse an Meerschweinchen).
Para la televisión, Kohut actuó con frecuencia en series criminales, como Der Kommissar, Tatort y Kottan ermittelt.
Fue famoso su papel de Alfred en la adaptación a la pequeña pantalla de la obra de Ödön von Horváth Geschichten aus dem Wiener Wald (1961), en la que actuaban Hans Moser, Helmut Qualtinger y Johanna Matz bajo la dirección de Erich Neuberg.

### Vida personal
Kohut se casó por vez primera con la actriz Elfriede Irrall, siendo su segunda esposa otra actriz, Immy Schell, hermana de Maria Schell. El actor sufrió un colapso circulatorio el 14 de enero de 1980 mientras rodaba la película Panische Zeiten, quedando en coma. No recuperó la conciencia, y falleció unos meses después en Innsbruck, Austria. Fue enterrado en el Cementerio Friedhof Mauer, en Viena, en la tumba Gruppe 29, Reihe 2, Nummer 7, junto a su esposa.

## Filmografía (selección)
- 1961 : Geschichten aus dem Wiener Wald (telefilm)
- 1962 : Frühere Verhältnisse (telefilm)
- 1964 : Das vierte Gebot (telefilm)
- 1965 : Italienische Nacht (telefilm)
- 1966 : In Frankfurt sind die Nächte heiß
- 1967 : Kurzer Prozess
- 1967 : Verräter (miniserie TV)
- 1967 : Der Renegat (telefilm)
- 1967 : Mittsommernacht
- 1967 : Heißes Pflaster Köln
- 1968 : Das Kriminalmuseum (serie TV), episodio Das Goldstück
- 1968 : Tragödie auf der Jagd (telefilm)
- 1969 : Der Talisman (telefilm)
- 1970 : Die Delegation (telefilm)
- 1970 : Fall Regine Krause (telefilm)
- 1972 : Tatort (serie TV), episodio Münchner Kindl
- 1972 : Dem Täter auf der Spur (serie TV), episodio Ohne Kranz und Blumen
- 1973 : Supermarkt
- 1973 : Der Fußgänger
- 1973 : Gott schützt die Liebenden
- 1974 : Die Antwort kennt nur der Wind
- 1974 : Der Scheingemahl (telefilm)
- 1975 : Eurogang (serie TV), episodio Die letzte Lieferung
- 1976 : Lobster (miniserie TV), episodio Handschellen
- 1976 : Vier gegen die Bank (telefilm)
- 1976 : Die 21 Stunden von München
- 1977 : A Bridge Too Far
- 1977 : Unendlich tief unten (telefilm)
- 1977 : Die Kette (miniserie TV)
- 1978 : Die gläserne Zelle
- 1978 : Tatort (serie TV), episodio Der Feinkosthändler
- 1979 : Kassbach - Ein Portrait
- 1979 : Bloodline
- 1979 : Kottan ermittelt (serie TV), episodio Drohbriefe
- 1980 : Die Undankbare (telefilm)
- 1980 : Panische Zeiten

## Grabaciones
- "Die Unbekannte aus der Seine", de Ödön von Horváth (con Hans Putz, Hans Frank, Hilde Sochor, Otto Schenk, Kurt Jaggberg y Lona Dubois).
- En 1965 actuó para Norddeutscher Rundfunk en la emisión de la obra de teatro de Arthur Schnitzler Anatol, en la que también trabajaba Michael Heltau..
- Kohut también grabó textos del Marqués de Sade en formato disco de vinilo.

## Radio
- 1961: Jan Rys: Verhör, dirección de Fritz Schröder-Jahn (Norddeutscher Rundfunk)